# Achurum sumichrasti
Achurum sumichrasti är en insektsart som först beskrevs av Henri Saussure 1861.  Achurum sumichrasti ingår i släktet Achurum och familjen gräshoppor. Inga underarter finns listade i Catalogue of Life.